# SN 2010cv
SN 2010cv – supernowa odkryta 9 kwietnia 2010 roku w galaktyce A093619+2921. W momencie odkrycia miała maksymalną jasność 18,80m.